# UFC 235
UFC 235: Jones vs. Smith è stato un evento di arti marziali miste tenuto dalla Ultimate Fighting Championship il 2 marzo 2019 alla T-Mobile Arena di Las Vegas, negli Stati Uniti d'America.

## Risultati
|                                        | Divisione             |                      |                 |                   | Metodo                                      | Round           | Tempo           | Premio          |
| Card Principale                        | Card Principale       | Card Principale      | Card Principale | Card Principale   | Card Principale                             | Card Principale | Card Principale | Card Principale |
| -------------------------------------- | --------------------- | -------------------- | --------------- | ----------------- | ------------------------------------------- | --------------- | --------------- | --------------- |
| Sfida valida per il titolo di campione | Pesi mediomassimi     | Jon Jones (c)        | batte           | Anthony Smith     | Decisione unanime (48-44, 48-44, 48-44)     | 5               | 5:00            |                 |
| Sfida valida per il titolo di campione | Pesi welter           | Kamaru Usman         | batte           | Tyron Woodley (c) | Decisione unanime (50-44, 50-44, 50-45)     | 5               | 5:00            |                 |
|                                        | Pesi welter           | Ben Askren           | batte           | Robbie Lawler     | Sottomissione tecnica (bulldog choke)       | 1               | 3:20            |                 |
|                                        | Pesi paglia femminili | Zhang Weili          | batte           | Tecia Torres      | Decisione unanime (29-28, 30-27, 30-27)     | 3               | 5:00            |                 |
|                                        | Pesi gallo            | Pedro Munhoz         | batte           | Cody Garbrandt    | KO (pugni)                                  | 1               | 4:52            | FOTN            |
| Card Preliminare (ESPN)                |                       |                      |                 |                   |                                             |                 |                 |                 |
|                                        | Pesi piuma            | Zabit Magomedšaripov | batte           | Jeremy Stephens   | Decisione unanime (29-28, 29-28, 29-28      | 3               | 5:00            |                 |
|                                        | Pesi mediomassimi     | Johnny Walker        | batte           | Misha Tsirkunov   | KO tecnico (ginocchiata in salto e pugni)   | 1               | 0:36            | POTN            |
|                                        | Pesi gallo            | Cody Stamann         | batte           | Alejandro Pérez   | Decisione unanime (29-28, 29-28, 30-27)     | 3               | 5:00            |                 |
|                                        | Pesi welter           | Diego Sanchez        | batte           | Mickey Gall       | KO tecnico (pugni)                          | 2               | 4:13            | POTN            |
| Card Preliminare (UFC Fight Pass)      |                       |                      |                 |                   |                                             |                 |                 |                 |
|                                        | Pesi medi             | Edmen Shahbazyan     | batte           | Charles Byrd      | KO tecnico (gomitate e pugni)               | 1               | 0:38            |                 |
|                                        | Pesi gallo femminili  | Macy Chiasson        | batte           | Gina Mazany       | KO tecnico (pugni)                          | 1               | 1:49            |                 |
|                                        | Pesi paglia femminili | Hannah Cifers        | batte           | Polyana Viana     | Decisione non unanime (29-28, 28-29, 29-28) | 3               | 5:00            |                 |

## Premi
I lottatori premiati ricevettero un bonus di 50.000 dollari.
Legenda:
- FOTN: Fight of the Night (vengono premiati entrambi gli atleti per il miglior incontro dell'evento)
- POTN: Performance of the Night (viene premiato il vincitore per la migliore performance dell'evento)